# Định luật Ampère
Trong vật lý, định luật Ampere là tương đương từ lực với định luật Gauss, được phát biểu bởi André-Marie Ampère. Nó liên kết sự lan truyền từ trường trong mạch kín với dòng điện đi qua đoạn mạch:
{\displaystyle \oint _{S}\mathbf {B} \cdot d\mathbf {s} =\mu _{0}I_{\mathrm {enc} }}
trong đó:
{\displaystyle \mathbf {B} } là từ trường,
{\displaystyle d\mathbf {s} } là thành phần vi phân của mạch kín {\displaystyle S},
{\displaystyle I_{\mathrm {enc} }} là dòng điện đi qua diện tích bao phủ bởi đường cong {\displaystyle S},
{\displaystyle \mu _{0}} là độ từ thẩm của môi trường,
{\displaystyle \oint _{S}} là đường tích phân theo mạch kín {\displaystyle S}.
Định luật Ampere cho thấy mọi dòng điện đều sinh ra quanh nó một từ trường.

## Định luật Ampere tổng quát
James Clerk Maxwell nhận thấy sự mâu thuẫn lôgic khi áp dụng định luật Ampere trong khi nạp điện cho tụ điện, và vì thế ông kết luận định luật này chưa hoàn thiện. Để giải quyết vấn đề, ông nêu ra khái niệm dòng dịch chuyển và tạo ra phiên bản tổng quát của định luật Ampere, được hợp nhất lại trong phương trình Maxwell. Công thức tổng quát như sau:
{\displaystyle \oint _{S}\mathbf {B} \cdot d\mathbf {s} =\mu _{0}I_{\mathrm {enc} }+{\frac {d\mathbf {\Phi _{E}} }{dt}}}
trong đó:
{\displaystyle \mathbf {\Phi _{E}} } là thông lượng của điện trường xuyên qua bề mặt {\displaystyle S}.
Định luật Ampere-Maxwell này có thể viết dưới dạng vi phân:
{\displaystyle \nabla \times {\vec {B}}=\mu _{0}{\vec {J}}+\mu _{0}\epsilon _{0}{\frac {\partial {\vec {E}}}{\partial t}}}
trong đó số hạng thứ hai phát sinh ra từ dòng dịch chuyển; bỏ qua nó sinh ra dạng vi phân của định luật Ampere gốc.